# Kapel van Boondaal
De Kapel van Boondaal is een kapel te Elsene, gelegen aan de Oude-Lindesquare 10 in de wijk Boondaal.

## Geschiedenis
Deze kapel werd in 1463 gesticht door Willem van Hulstbosch, die pachtboer was in Boondaal. In 1474 werd de kapel vergroot. Eind 15e eeuw kwam ze in bezit van de Kruisboogschutters uit Brussel. Tot tweemaal toe liep de kapel schade op tijdens de godsdiensttwisten die in de 16e eeuw woedden. Steeds werd de kapel hersteld om in 1658 nog te worden uitgebreid.
In 1842 werd de kapel volledig herbouwd door Petrus Vandenbranden. Tot 1941 deed ze dienst als parochiekerk voor Boondaal. Toen werd echter de Sint-Adrianuskerk in gebruik genomen, waarbij de kapel haar status verloor.
Uiteindelijk kwam de kapel aan de culturele dienst van de gemeente Elsene, die er regelmatig concerten en tentoonstellingen in organiseert.

## Gebouw
Het betreft een bakstenen gebouw op hardstenen plint en met hardstenen hoekbanden. Een eenvoudig vierkant klokkentorentje onder zadeldak siert de voorgevel.